# Фирсово (Сахалинская область)
Фи́рсово (айн. Отосан) — село в городском округе «Долинский» Сахалинской области России.

## География
Село находится на берегу Охотского моря, в устье реки Фирсовка, на расстоянии 40 км от города Долинск, административного центра округа.

## История
Изначально существовало в виде айнского первопоселения Отосан. Основано в 1867 году как почтовый станок Фирсова. В 1905—1945 годах принадлежало японскому губернаторству Карафуто и называлось Одасаму (яп. 小田寒). Современное название селу возвращено после передачи Южного Сахалина СССР указом Президиума Верховного Совета РСФСР от 15 октября 1947 года.

## Население
| 1925 | 1935  | 2002 | 2010 | 2013 | 2021 |
| ---- | ----- | ---- | ---- | ---- | ---- |
| 154  | ↗1413 | ↘60  | ↘46  | ↘41  | ↘19  |

### Половой состав
Согласно результатам переписи 2002 года, в селе проживало 60 человек (30 мужчин и 30 женщин).

### Национальный состав
Согласно результатам переписи 2002 года, в национальной структуре населения русские составляли 85 % из 60 чел.

## Улицы
- ул. Дальняя,
- ул. Почтовая,
- ул. Центральная.

## Транспорт
В селе находится станция Фирсово Сахалинского региона Дальневосточной железной дороги.